# 川田文子
川田 文子（かわた ふみこ、1943年 - 2023年4月2日
）は、日本のノンフィクション作家。日本の戦争責任資料センター共同代表。戦争と女性の人権博物館呼びかけ人。

## 人物
茨城県生まれ。群馬県桐生市で育つ。早稲田大学文学部卒業。国際情報社勤務後、ノンフィクション作家となる。
日本の慰安婦問題をライフワークとし、日本軍性奴隷制問題解決のための正義記憶財団の支援組織である希望のたね基金で顧問を務める。
2014年には第69周年光復節記念式典が民団大阪本部にて開催され講師として招かれ『河野談話と日本軍の「慰安婦」制度』を主題に講演を行った。
2023年4月2日、胃がんのため東京都の病院で死去。79歳没。

## 著書
- 『つい昨日の女たち』(冬樹社 1979年)
- 『女たちの子守唄』(第三文明社 1982年)ISBN 978-4476031003
- 『琉球弧の女たち』(冬樹社 1983年)
- 『皇軍慰安所の女たち』（筑摩書房 1983年）ISBN 978-4480813374
- 『赤瓦の家―朝鮮から来た従軍慰安婦』(筑摩書房 1987年)ISBN 978-4480812353 のち文庫
  - 『新版 赤瓦の家』（高文研 2020年）ISBN 978-4874987254
- 『ふっ子さん保育園をはしる―現代子預け考』(ユック舎 1990年)
- 『皇軍慰安所の女たち』(筑摩書房 1993年)ISBN 978-4480813374
- 『戦争と性－近代公娼制度・慰安所制度をめぐって』(明石書店 1995年)ISBN 978-4750306933
- 『インドネシアの「慰安婦」』(明石書店 1997年)ISBN 978-4750309279
- 『授業「従軍慰安婦」―歴史教育と性教育からのアプローチ 』(教育史料出版会 1998年)ISBN 978-4876523382
- 『女という文字、おんなということば』(明石書店 2000年) ISBN 978-4750313269
- 『自傷―葛藤を〈生きる力〉へ』(筑摩書房 2004年)ISBN 978-4480863560
- 『イアンフとよばれた戦場の少女』(高文研 2005年)ISBN 978-4874983423
- 『ハルモニの唄――在日女性の戦中・戦後』（岩波書店 2014年）ISBN 978-4000244749
- 『女たちが語る歴史 上=北海道・東北・上信越他篇 (農漁村女性の記録)』（「戦争と性」編集室 2023年）ISBN 978-4902432275
- 『女たちが語る歴史 下巻=沖縄篇 (うない〈女性〉の記録) 』（「戦争と性」編集室 2023年）ISBN 978-4902432282

### 共著
- 『「慰安婦」問題 Q&A』池田恵理子,金富子,西野瑠美子,森川万智子,鈴木裕子,松井やより（明石書店 1997年）ISBN 978-4750309200
- 『「従軍慰安婦」をめぐる30のウソと真実』吉見義明 (大月書店 1997年)ISBN 978-4272520503
- 『「慰安婦」問題が問うてきたこと』大森典子（岩波書店 2010年）ISBN 978-4000094788